# Made in Hong Kong (And in Various Other Places)
Made in Hong Kong (And in Various Other Places) je živé album od finské kapely Nightwish.

## Seznam skladeb
1. „Bye Bye Beautiful“ – 4:34
2. „Whoever Brings the Night“ – 4:23
3. „Amaranth“ – 4:16
4. „The Poet and the Pendulum“ – 13:58
5. „Sahara“ – 6:09
6. „The Islander“ – 5:25
7. „Last of the Wilds“ – 6:30
8. „7 Days to the Wolves“ – 7:16
9. „Escapist“ – 5:01
10. „While Your Lips Are Still Red“ – 4:23
11. „Cadence of Her Last Breath (demo)“ – 4:13